# I'll Still Kill

«I'll Still Kill» (цензурована назва «Still Will») — п'ятий сингл американського репера 50 Cent з його третього студійного альбому Curtis. 50 Cent і Akon високо оцінили свою співпрацю, Кертіс заявив: 
Ця спільно записана пісня відмінна. Голос Ейкона, те, що він вокально зробив на приспіві й в останній частині композиції — це дивовижно.
 Akon додав: 
Незабаром після завершення роботи над піснею ми особисто зустрілися, привіталися ударом кулаками, обійнялися, на кшталт «Ніґере, ми записали хіт». Тепер ми збираємося зробити кілька треків для наших майбутніх альбомів. Ми домовилися. Матеріал потрапить на ту платівку, на якій він буде найдоречнішим.
DJ Premier використав частини вокалу Ейкона як семпл у «Ain't Nuttin Changed» репера Blaq Poet.

## Відеокліп
Режисер: Джессі Терреро. Він так прокоментував кліп: 
Відео досить насичене, але у мене хороші стосунки з обома хлопцями. Це ніби поєднання стрічок «Перевага Борна» та «Денні ланцюговий пес». Я озвучив ідею й вона сподобалася Фіфті.
Сюжет обертається навколо 50 Cent, котрий, належачи до професійних убивць, має постояти за себе. BET та MTV заборонили кліп до показу в етері. Прем'єра відбулась 12 листопада 2007 на BET. В інтерв'ю Shade 45 9 грудня 2007 виконавець заявив про відмову BET від трансляції кліпу. Він розкритикував канал за подвійні стандарти, показ шоу American Gangster та The Wire і заборону його кліпу. У відео Akon замість «I still will kill» співає «I still will chill», також присутнє цензурування інших слів, пов'язаних з насиллям.

## Список пісень
- 2-трековий[5]

1. «Still Will» (clean version)
2. «Curtis 187»

- Максі-CD[6]

1. «Still Will» (clean version)
2. «I'll Still Kill» (explicit version)
3. «Curtis 187»
4. «Still Will» (CD-rom video)

## Чартові позиції
| Чарт (2007)                        | Найвища позиція |
| ---------------------------------- | --------------- |
| Нова Зеландія                      | 14              |
| США                                | 95              |
| US Billboard Hot Rap Tracks        | 22              |
| US Billboard Hot R&B/Hip-Hop Songs | 52              |
| US Billboard Pop 100               | 79              |
| Франція                            | 28              |